# Johann Daniel Köppel
Johann Daniel Köppel, auch Keppel und Koppel (* um 1700; † zweite Hälfte des 18. Jahrhunderts), war ein Baumeister des Barock. Er wird in den Quellen als Hannoveraner bezeichnet. Sein Wirkungsbereich war das nördliche Harzvorland, besonders die Hildesheimer Feldklöster.
Köppel war ein Schüler von Francesco Mitta. 1729 heiratete er in Grauhof dessen zweite Tochter Maria Agnes. 1732 wurde er Dombaumeister in Hildesheim.
Im Goslarer Ortsteil Ohlhof ist der Daniel-Köppel-Weg nach ihm benannt.

## Werke

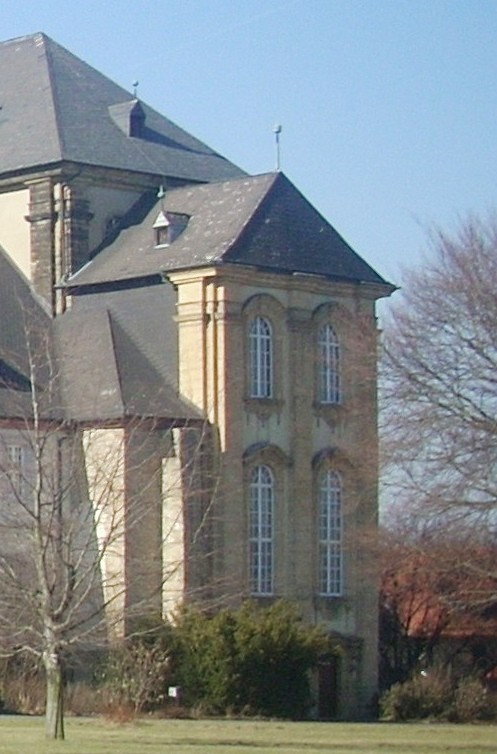
Ostanbau der Grauhofer Stiftskirche

- St.-Stephani-Kirche in Goslar (1728–34)[2]
- Pfarrkirche St. Cosmas und Damian in Groß Düngen (1733)[3]
- Klosterkirche Derneburg (1735–1749)[4]
- Brauhaus des Klosters Wöltingerode (1738)[5]
- Sakristei- und Kapellenanbau an der Ostseite der Stiftskirche St. Georg in Goslar-Grauhof (1741)[6]